# Radio PrimaVera GC
Radio PrimaVera GC ist ein privater Hörfunksender aus Playa del Inglés auf Gran Canaria.

## Geschichte des Senders
Der Sender wurde von vier Moderatoren als deutschsprachiger Radiosender auf der Insel Gran Canaria gegründet.
Seit 22. August 2017 sendet Radio PrimaVera GC täglich 24 Stunden ein Programm aus Musik, Nachrichten und Event-Tipps für die Insel.

## Team
Zum Team des Senders gehören:  Addi Lippert, Martin Schubert, Jürgen Korte, Dirk Koplin, Gerry Saiger, Sven Glede, 
Die Sendestudios von Radio PrimaVera GC sind auf Gran Canaria, in Deutschland und in Österreich beheimatet.

## Empfang
- 107,3 FM - von Puerto Rico bis Vecindario , Antenne In Playa del Inglés
- Weltweit über das Internet